# 伊利耶·马代伊
伊利耶·马代伊（羅馬尼亞語：Ilie Matei；1932年4月13日—），罗马尼亚共产党中央政治执行委员会委员、中央书记处书记、中央宣传部部长。

## 生平
1932年，出生于奥尔特县加尼亚萨乡。
1953年，加入罗马尼亚共产党。
1956年，任罗马尼亚共产主义青年团奥尔特尼亚州委员会指导员。
1957年，在罗马尼亚共产主义青年团中央团校学习。
1958年，任普雷尼查地区团委第一书记，
1961年，任克拉约瓦地区团委第一书记。
1962年，在中央高级党校学习。
1965年，任罗马尼亚共产党奥尔特尼亚州委员会共青团和少先队工作委员会主任。
1968年，任罗马尼亚共产党梅赫丁茨县委员会常设局委员兼县委组织部长。
1972年，任罗马尼亚共产党梅赫丁茨县委员会宣传书记兼梅赫丁茨县人民委员会执行委员会副主席。
1974年，为罗共中央候补委员。
1977年，任罗马尼亚共产党中央宣传鼓动部副部长，主管群众政治教育工作。
1978年，任罗马尼亚共产党中央委员会意识形态委员会和罗马尼亚社会主义共和国经济和社会发展最高委员会政治教育委员会秘书、罗马尼亚社会主义文化和教育委员会委员。
1981年，任罗马尼亚共产党布勒伊拉县委员会宣传书记兼布勒伊拉县人民委员会执行委员会副主席。
1983年，任罗马尼亚共产党卡拉什-塞维林县委员会第一书记兼卡拉什-塞维林县人民委员会执行委员会主席。
1984年，为罗马尼亚共产党中央委员。
1985年，调任罗马尼亚共产党蒂米什县委员会第一书记兼蒂米什县人民委员会执行委员会主席。
1986年，为罗马尼亚共产党中央政治执行委员会候补委员。
1989年，为罗共中央政治执行委员会委员、中央书记处书记兼中央宣传鼓动部部长。12月，罗马尼亚革命，被逮捕。
1991年，被释放。
1992年，被提起公诉，判处有期徒刑15年。
1998年，以健康原因予免于服刑。